# Bordenauer See
Der Bordenauer See (auch Bordenauer Kiesteich oder Kiesteich Bordenau) ist eine ehemalige Kiesgrube in Neustadt am Rübenberge in der Region Hannover. Der Baggersee liegt in der Leineniederung nördlich von Bordenau, einem Stadtteil von Neustadt am Rübenberge. Er ist beim Bau der B 6 entstanden.
Der See befindet sich in einem Landschaftsschutzgebiet und ist größtenteils von Gehölzen umgeben. Er wird vom Angelsportverein Neustadt am Rübenberge betreut und als Angelgewässer genutzt. 2011 wurden aus dem See Aal, Barsch, Brasse, Hecht, Karpfen, Rotauge, Rotfeder, Schleie und Zander gemeldet.
Am Ostufer befindet sich eine Liegewiese in einem nicht eingezäunten Bereich. Dieser Bereich ist für Badegäste freigegeben. 
Der See wird inoffiziell auch von FKK-Nutzern besucht. Eine offizielle Ausweisung als FKK-Gelände besteht jedoch nicht. Die Nutzung erfolgt auf eigene Verantwortung und im Rahmen der allgemein geltenden Verhaltensregeln für öffentliche Naherholungsgebiete.
Sanitäre Anlagen sind nicht vorhanden, auch eine Badeaufsicht gibt es nicht.